# Supella longipalpa
Supella longipalpa és una petita espècie de panerola de 10 a 14 mm de longitud. La seva coloració oscil·la entre el marró fosc i el daurat. Té dues bandes de color clar que travessen transversalment el dors entre les ales i l'abdomen. Les bandes poden estar parcialment ocultes per les ales. En el mascle les ales cobreixen l'abdomen, mentre que la femella aquestes que no el cobreixen completament. El mascle sembla més prim que la femella, la femella sembla més ampla.
Aquesta panerola té una distribució bastant àmplia, que es troba en les regions del nord-est, sud i Oest Mitjà dels Estats Units amb força freqüència. A Espanya ha estat descrita esporàdicament, però darrerament sembla haver establert poblacions estables tot i que minoritàries a Barcelona i Madrid. Són una de les paneroles exòtiques més recents per formar colònies de cria al Regne Unit i Irlanda. Necessiten menys humitat que la panerola germànica pel que tendeixen a distribuir-se d'una forma més homogènia a la llar, com per exemple en sales d'estar i dormitoris, al contrari que B. germanica que usualment se sol circumscriure en banys i cuines. Sovint es poden trobar a les llars i apartaments, però són menys comunes en els restaurants. Tendeixen a no aparèixer de dia, ja que eviten la llum.
Supella longipalpa menja una gran varietat de coses. Les paneroles solen ser carronyeres, pel que poden menjar una gran varietat de coses, sovint gairebé qualsevol cosa orgànica, incloent matèria en descomposició. Hi ha constància que han causat problemes en hospitals per emergir a la nit per alimentar-se dels líquids corporals, així córrer el risc d'infecció creuada.